# Brie, Ariège
Brie är en kommun i departementet Ariège i regionen Occitanien i södra Frankrike. Kommunen ligger  i kantonen Saverdun som ligger i arrondissementet Pamiers. År 2022 hade Brie 206 invånare.

## Befolkningsutveckling
Antalet invånare i kommunen Brie
Referens: INSEE